# Matthew Pinsent
Sir Matthew Clive Pinsent, CBE (Holt, 10 oktober 1970) is een Brits voormalig roeier. Tijdens zijn carrière won hij tien wereldkampioenschappen en haalde op vier Olympische Spelen op rij goud, waarvan drie samen met Steve Redgrave.
Sinds hij gestopt is met zijn sportcarrière, werkt hij als presentator en journalist voor de BBC.

## Biografie

### Jonge jaren
Pinsent werd geboren in Holt, als zoon van Ewen Macpherson Pinsent, curate van de St Andrew's parish church. Zijn grootvader, Clive Pinsent, was de jongste zoon van Richard Pinsent, 1e baronet, en tussen 1918 en 1919 president van de Law Society.
Pinsent studeerde aan de Aysgarth School in North Yorkshire. Na afronding van zijn studie hier ging hij studeren aan het Eton College, waar hij lid werd van het studentenroeiteam. Hij begon zijn internationale carrière bij de wereldkampioenschappen voor junioren in 1987. In 1988 won hij samen met Tim Foster de junior twee-zonder.
Pinsent studeerde tevens geografie aan het St Catherine's College, Oxford. Hier nam hij deel aan drie roeiwedstrijden.

### Carrière
In 1990, terwijl hij nog aan Oxford studeerde, nam Pinsent samen met Steve Redgrave deel aan de twee-zonder wedstrijd op het wereldkampioenschap. Ze wonnen brons. Dit was het begin van een lange samenwerking tussen de twee. Samen wonnen ze goud op het  wereldkampioenschap van 1991, en de Olympische spelen van 1992 en 1996.
In 2000 won hij olympisch goud in de vier-zonder, samen met Redgrave, James Cracknell en  Tim Foster. In Augustus 2000, een maand voor hij goud won op de spelen in Sydney, werkte Pinsent mee aan een driedelige documentaire van de BBC getiteld Gold Fever. Deze documentaire volgde het Britse roeiteam in de voorbereiding op de spelen.
Pinsent en Cracknell deden in 2001 samen met stuurman Neil Chugani mee aan het onderdeel twee-met van de wereldkampioenschappen. Dat jaar werd Pinset ook verkozen tot  lid van het Internationaal Olympisch Comité, als opvolger van Jan Železný. In 2002 deden Pinset en Cracknell weer mee aan de wereldkampioenschappen als twee-zonder. Het seizoen 2003 viel voor Pinset echter tegen; hij verloor voor het eerst sinds 1990 weer een kampioenschap.
In 2004 nam hij deel aan zijn vierde Olympische Spelen, wederom in de vier-met formatie samen met Cracknell, Ed Coode en Steve Williams. Het team won goud. Wel werd Pinset dat jaar niet herkozen als comitélid. Železný volgde hem op.

### Pensioen
Op 30 november 2004 kondigde Pinsent aan te zullen stoppen met roeien. Op 31 december dat jaar werd hij geridderd tot Knight Bachelor. In 1993 was hij reeds benoemd tot Lid in de Orde van het Britse Rijk In 2005 kende de Fédération Internationale des Sociétés d'Aviron hem de Thomas Keller Medal toe.
Sinds zijn terugtreding uit de roeisport, heeft Pinsent gewerkt voor de BBC als presentator van het sportnieuws en als journalist. Hij interviewde onder andere Dwain Chambers voor Inside Sport. In dit interview gaf Chambers toe drugs te gebruiken.
In juni 2012 roeide Pinsent mee aan boord van het schip Gloriaan als onderdeel van een eerbetoon aan koningin Elizabeth II.

### Persoonlijk leven
Pinsent is getrouwd met Demetra Koutsoukos. De twee leerden elkaar kennen op Oxford. Samen hebben ze drie kinderen.

## Titels
- Mr Matthew Pinsent (1970–1993)
- Mr Matthew Pinsent MBE (1993–2000)
- Mr Matthew Pinsent CBE (2000–2004)
- Sir Matthew Pinsent CBE (2004–)